# Derkacz, Tỉnh West Pomeranian
Derkacz [ˈdɛrkat͡ʂ] (tiếng Đức: Dicking)  là một khu định cư ở khu hành chính của Gmina Przybiernów, thuộc hạt Goleniów, West Pomeranian Voivodeship, ở phía tây bắc Ba Lan.
Trước năm 1945, khu vực này là một phần của Đức. Đối với lịch sử của khu vực, xem Lịch sử của Pomerania.